# 谢拉德卢纳
谢拉德卢纳，是西班牙阿拉贡自治区萨拉戈萨省的一个市镇。 总面积43平方公里，总人口243人（2001年），人口密度6人/平方公里。